# Hilario Cortell
Hilario Cortell (Valencia, 19 de febrero de 1958 - 25 de julio de 2002), también conocido como Hilario Griegos o Juana la Loca, fue un cantante, compositor y productor español que lideró varios proyectos musicales en Valencia hasta su fallecimiento.

## Biografía
Finalizando la década de los 70, Hilario Cortell, recién licenciado de la GOE, tiene sus primeros escarceos con la música y funda una banda llamada Obús. Poco después, surge otra con el mismo nombre en Madrid, los Obús de Fortu Sánchez. No hubo ningún problema pues la propuesta de Hilario no tuvo mayor trascendencia más allá del ámbito local, aunque en lo personal le sirvió para comenzar a descubrir el potencial creativo que con el paso de los años iría plasmando en todas sus aventuras.
1980 marca el inicio de su carrera profesional con la aparición de Dalilas, una banda que pronto destacó en el circuito underground valenciano por la fuerte personalidad de Hilario Cortell sobre el escenario y los buenos músicos que lo flanqueaban. En 1981 viajan a los estudios Doublewtronics de Madrid para plasmar cinco canciones que les sirvieran como carta de presentación ante las compañías discográficas. De esa sesión quedan registradas Congo, Bella reina, Hey, hey, hey, Chupi Canela y La cereza sensual.
1982 comienza con un cambio, Dalilas pasa a llamarse Esgrima, pero la formación sigue siendo la misma y la propuesta musical se mantiene intacta: sólidas estructuras de power pop y rock apoyando las surrealistas e ingeniosas letras que producía la mente de Cortell. El productor Esteban Leivas les propone volver a los estudios Doublewtronics y así, en mayo del mismo año, graban las canciones Locos de la moda*, Cándida bebé, Flash, tu imagen, Desesperadas de aliento* y una nueva versión del Bella reina. En esta grabación participan, como músicos invitados, José Luis Macías (teclados) y Ramón Gilabert (saxo), además de Jesús N. Gómez, técnico del estudio, que aporta coros en un par de canciones*. La maqueta es presentada a diferentes discográficas multinacionales, pero no termina de cuajar el interés por parte de ninguna de ellas y, sin embargo, Esgrima, con Hilario al frente, sigue realizando por toda el área de Valencia inolvidables conciertos donde deja bien grabada su impronta.
El 18 de marzo de 1983 visita Rock-Ola, el templo de la movida madrileña. Esgrima se convierte en la primera banda valenciana en pisar su escenario.
El conocido empresario Alfonso Olcina pone en marcha el sello Citra y contacta con Esgrima, está decidido a editarlos como la primera referencia de su marca. Corre el mes de mayo y entran a grabar en los estudios Tabalet de Valencia, con Fernando Llabrés como ingeniero de sonido, lo que a la postre será su primer disco publicado: Locos de la moda, un mini LP que incluye Señora de... y Pinocho como novedades y las ya citadas Flash, tu imagen, Cándida bebé, Locos de la moda y Congo. La canción Hey, hey, hey quedó descartada.
Cabe destacar que la idea inicial fue la de publicar un LP y por ello, después de las sesiones de Tabalet, la banda se desplazó a Madrid y grabó en el Estudio B de Audiofilms: Polvo, La cereza sensual, Soy loable, Gracioso tú, Desesperadas de aliento y El proxeneta del rock, pero Cortell no quedó convencido con la diferencia de sonido que se apreciaba de una grabación a otra y decidió optar por el mini LP que casi todo el mundo conoce.
1984, la historia de Esgrima comienza a perder fuerza y nace, artísticamente hablando, Juana la Loca, el alter ego de Hilario Cortell. Un personaje forjado a la medida de la delirante creatividad de su autor que, por fin, va a permitirle liberarse de cualquier corsé. Juana la Loca es un proyecto estéticamente cuidado al detalle más nimio, donde Cortell da rienda suelta a todas sus fantasías. Graba una demo con las canciones Hilo de lana, Cayeron chicas del cielo y Quiero ser actor, estas dos últimas con sus correspondientes videoclips, un trabajo interesante e inclasificable que le abre las puertas de WEA.
La relación de Cortell con su nueva compañía discográfica es desde un principio de posturas encontradas, WEA quiere ejercer un estrecho control sobre el artista y este se resiste a poner coto a cualquiera de sus extravagancias. Aun así, el sello sigue apostando fuerte y contrata al británico Troy Tate como productor. Las sesiones de grabación serán en los afamados Estudios Kirios de Madrid con Richard Preston como ingeniero de sonido y se registran Hilo de lana, Cayeron chicas del cielo rebautizada como Unas mil chicas o así, El Sol y la Luna y Solo un golpe. El disco se mezcla en Arista Studios de Londres y se publica en formato maxisingle en 1986. Las ventas no acompañan y el enfrentamiento entre ambas partes es cada vez más evidente. WEA paraliza sus acciones de promoción y todo lo que podría haber sido, se desvanece. En un último intento de reconducir la situación, Hilo de lana es publicada como single solo para las emisoras de radio. Hilario Cortell y WEA rescinden de mutuo acuerdo el contrato que les unía por cinco años más.
Entre 1987 y 1990, Cortell deja de lado su pasión por el escenario y se centra en la composición de nuevas canciones, la producción de otros artistas locales e incluso por una temporada (1988-1989) dirige Gasolinera, una de las salas de conciertos más emblemáticas de Valencia.
Con la década de los 90 se embarca con Los Incatalogables y Yo. Será su aventura más longeva y a la que prestará toda su energía. En 1997 ve la luz el CD Ayuda a través de Subterráneo Records, un disco que comenzó a gestarse en 1992 con las canciones Nadine y Lucha por la paz y que concluyó en 1996 con la grabación de La Llamada. Hilario Cortell, durante todo ese tiempo, ya era consciente de la enfermedad que acabaría con él y, sin embargo, jamás habló de ella en público. Volver a escuchar su último legado, hoy en día, permite comprender muchos de los mensajes que en su momento pudieron pasar desapercibidos en sus letras.

### Dalilas (1980 - 1981)
- Hilario Griegos (voz)
- Gabotti (guitarra)
- Paco Matallín (bajo y coros)
- Óscar Roger (batería)

- Vicente Mas (batería)

### Esgrima (1982 - 1984)
- Hilario Cortell (voz)
- Gabotti (guitarra)
- Paco Matallín (bajo y coros)
- Óscar Roger (batería)

### Juana la Loca (1984 - 1986)
- Juana la Loca (voz)
- Nacho Mañó (guitarra)
- Rafa Serra (guitarra)
- Gabriel Piñana (bajo)
- Rafa Villalba (batería)

### Los Incatalogables y Yo (1992 - 2002)
- Hilario Cortell (voz)
- Rafa Játiva (guitarra)
- José Luis Macías (teclados)
- Paco Matallín (bajo y coros)
- David de José (batería)

### Otros colaboradores
Rafa Montañana (batería), Juan Carlos Martínez (teclados), Julián Toribio (bajo), Sergio López (teclados y acordeón), Alberto Tarín (guitarra), José Luis Martínez Burguet (guitarra), Salva Ortiz (batería), Poche Bonet (coros), Santi Navalón (teclados), Jorge Moreno (guitarra) y Jon Hurts (secuenciador).

## Curiosidades
- Glamour le invitó a grabar coros en las canciones del álbum Guarda tus lágrimas. Las sesiones se realizaron en 1982 en los míticos estudios Kirios (Madrid).
- En 1984 editó y dirigió un fanzine llamado Tu Padre que incluía, además, un suplemento bajo el título Tu Papá.
- José Luis Macías (La Banda de Gaal, Glamour y Comité Cisne), músico destacado de la escena valenciana lo definió en los 90 como "el crooner de las galaxias".
- La canción Unas mil chicas o así inicialmente se llamó Cayeron chicas del cielo y junto a Hilo de lana tuvieron que pasar por la censura de WEA en algunas frases. Este detalle se aprecia al escuchar la demo de 1984 y compararla con el disco final publicado en 1986.
- Hay quien afirma que Juana la Loca llegó a grabar un álbum completo en los estudios Arista (Londres) y que WEA terminó guardando en su archivo por la falta de entendimiento con el artista.
- En 1987 produce en Estudi de Música las canciones Días de anarquía y Sobre mi piel del grupo La Náusea.
- La contraportada del disco Ayuda (1997) es el cuadro The Accolade de Edmund Blair Leighton y Roger Hodgson lo utilizó, ese mismo año, como portada de su Rites of Passage.

## Discografía

### Esgrima
- Todos locos / Tu imagen puede dar un infarto (Single - Citra, 1983)
- Locos de la moda (Mini LP - Citra, 1983)[19]

### Juana la Loca
- Unas mil chicas o así (Maxi - WEA, 1986). Producido por Troy Tate.
- Unas mil chicas o así (Single. Radio edit - WEA, 1986)
- Hilo de lana (Maxi - WEA, 1986)

### Los Incatalogables y Yo
- Ayuda (CD - Subterráneo Records, 1997)

## Videografía y apariciones en televisión

### Esgrima
- ¿Te ha gustado? Directo en la Sala Albión de Valencia. 1982
- Guapa. Directo en la Sala Albión de Valencia. 1982
- Pinocho. Directo en la Sala Albión de Valencia. 1982
- Locos de la moda. Directo en la Sala Albión de Valencia. 1982
- Pinocho. Videoclip grabado en la discoteca Woody de Valencia. 1983
- Locos de la moda. Videoclip grabado en la discoteca Woody de Valencia. 1983
- Locos de la moda. Directo en Pachá Auditorium de Valencia. 1984
- Señora de... Directo en Pachá Auditorium de Valencia. 1984
- Tu imagen puede dar un infarto. Directo en Pachá Auditorium de Valencia. 1984

### Juana la Loca
- Quiero ser actor. Videoclip original grabado en el pub Brillante de Valencia. 1984
- Mil chicas o así. Videoclip oficial WEA. 1985
- Quiero ser actor. Videoclip oficial WEA. 1986
- Mil chicas o así. TVE. 1986
- Hilo de lana. TVE. 1986

### Los Incatalogables y Yo
- Entre tú y yo. Canal 25 TV Mislata. 1995
- Primita. Canal 25 TV Mislata. 1995
- Lucha por la paz. Canal 25 TV Mislata. 1995
- Nadine. Canal 25 TV Mislata. 1995
- Ayuda. Canal Nou RTVV. 1997
- De ti aprendí. Vídeo con imágenes grabadas en 1994 en la sala Zeppelin de Valencia. 2010